# Teodor Kalinkowski
Teodor Marcin Kalinkowski herbu Lubicz (ur. 11 listopada 1780 w Wojciechowie - zm. 24 lipca 1840 w Janikowicach) – pułkownik powstania listopadowego.
Syn Piotra i Petroneli z Tworowskich Był porucznikiem w armii Księstwa Warszawskiego, majorem wojsk Królestwa Kongresowego. Wzięty do niewoli w czasie powstania listopadowego, zesłany do Wiatki. Ożenił się z Marią z Komornickich córką porucznika Gwardii Pieszej Koronnej Aleksandra Komornickiego herbu Nałęcz szambelana Stanisława Augusta i Marii Elżbiety de Kahle I voto du Laurans wdowy po Generale Gwardii Pieszej Koronnej Wilhelmie du Laurans, miał syna Stefana i córkę Teodorę.